# Cai-Ulrich von Platen
Cai-Ulrich von Platen (født 6. august 1955 i København) er en dansk maler, billedhugger og installationskunstner.
Platen er søn af arkitekt Bent von Platen-Hallermund og Jytte f. Dan Barsøe og uddannet på Glyptoteket (under Erling Frederiksen) 1972-73, Kunstakademiet i København (under Sven Dalsgaard, Freddie A. Lerche og Gunnar Aagaard Andersen) i årene 1973-78. Efter 1. del på Akademiet organiserede Platen i fællesskab med andre elever en afdeling uden professor som et alternativ til den institutionelle undervisning. 
Siden da indgik han i gruppen Værkstedet sammen med Ole Broager, Niels Erik Jensen, Hanne Lise Thomsen og Eva Öhrling og var medstifter af og i ledelsen for udstillingsstedet Kongo 1983-92. Han har også samarbejdet med Christian Skeel og Morten Skriver, og i 1991 tog han sammen med Kerstin Bergendal og Jørgen Carlo Larsen initiativ til projekt Tapko.
Hans inspiration kommer fra mange forskellige kilder og har ændret sig i årenes løb: Den tyske ekspressionisme og det "vilde maleri", den italienske transavantgarde og surrealismen.
Platen har været formand for Billedkunstnernes Forbund og har været medlem af censurkomiteen på Charlottenborg Forårsudstilling 1987-88 og gæstelærer ved Holbæk og Ærø Kunsthøjskole fra 1988. 
Platen modtog i 2007 Eckersberg Medaillen. Han har bl.a. modtaget støtte i form af De Bielkeske Legater 1987, Akademiets rejsestipendium 1990 og 1994, Statens Kunstfond 1991-93, 1996, 1998 og 2001 og Mogens Zielers Fond 1995. Desuden Niels Larsen Stevns legat 2003, Ole Haslunds Kunstnerlegat og Preben Siigers Legat 2005, Ruth og Finn Torjussens Fond 2006